# Tiefer Graben
Le Tiefer Graben est une rue du Ier arrondissement de Vienne « Innere Stadt » le long d'un ancien ruisseau du Moyen Âge et fut à cette époque la frontière du centre-ville de Vienne.
Ce site est desservi par la station de métro Herrengasse.

## Historique
Sous l'Empire romain quand le camp romain de Vindobona se trouve alors au nord de l'arrondissement de l'Innere Stadt actuelle, le ruisseau d'Ottakring (Ottakringer Bach) passe par l'ouest des fortifications. L'embouchure du ruisseau dans le canal du Danube présente une topographie très raide provenant d'une inondation du IIIe siècle.
Jusqu'au XIIIe siècle, le Tiefer Graben, mentionné officiellement dès 1186, et le ruisseau d'Ottakring forment la frontière ouest du centre-ville de Vienne.
Lors de la construction du monastère des cordeliers (Minoritenkloster) vers 1200, le ruisseau d'Ottakring ainsi que l'Als sont déviés vers le canal du Danube. L'ancien lit du ruisseau n'a cependant jamais été mis à niveau en entier.
Le Tiefer Graben passe du coin Strauchgasse / Heidenschuss jusqu'au Concordiaplatz et est traversé par la Wipplingerstrasse sur la Hohe Brücke (Haut pont).
Une des maisons les plus connues du Tiefer Graben est sans aucun doute l'hôtel Orient mentionné dès le XVIIe siècle en tant que Schankhaus Orient. Le nom provient des commerçants nombreux s'y installant à l'époque en important des marchandises en provenance de l'Orient.

## Sources
- (de) Cet article est partiellement ou en totalité issu de l’article de Wikipédia en allemand intitulé « Tiefer Graben » (voir la liste des auteurs).
- (de) Dehio-Handbuch Wien I. Bezirk - Innere Stadt, Verlag Berger, Horn et Vienne, 2003  (ISBN 3-85028-366-6)

### Sites internet
- (de) Description du Tiefer Graben sur wienschau.at